# Doñihue
Doñihue é uma comuna da província de Cachapoal, localizada na Região de O'Higgins, Chile. Possui uma área de 78,2 km² e uma população de 16.916 habitantes (2002).